# Шапел д'Анжијон
Шапел д'Анжијон (фр. Chapelle-d'Angillon) насеље је и општина у централној Француској у региону Центар (регион), у департману Шер која припада префектури Вјерзон.
По подацима из 2011. године у општини је живело 665 становника, а густина насељености је износила 65,39 становника/km². Општина се простире на површини од 10,17 km². Налази се на средњој надморској висини од 192 метара (максималној 283 m, а минималној 183 m).

## Демографија
| 1962. | 1968. | 1975. | 1982. | 1990. | 1999. | 2011. |
| ----- | ----- | ----- | ----- | ----- | ----- | ----- |
| 686   | 727   | 744   | 756   | 687   | 667   | 665   |

График промене броја становника у току последњих година